# Mosteiro de Prouilhe

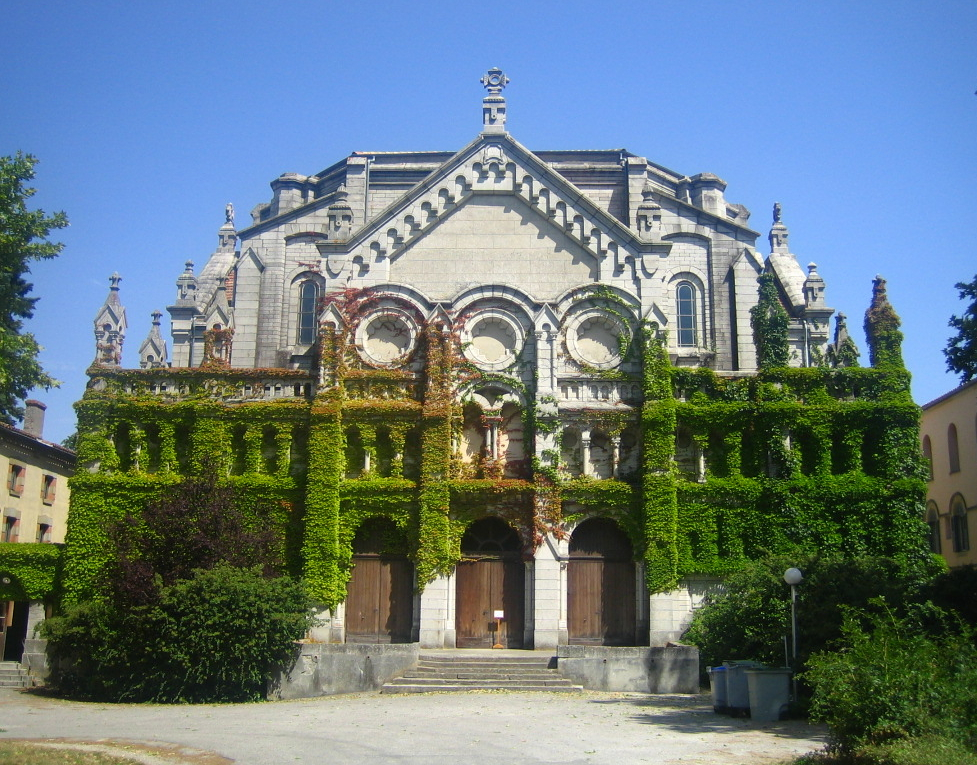
O mosteiro de Prouilhe

O mosteiro de Nossa Senhora de Prouille (Prouilhe em occitano) é um edifício religioso fundado por São Domingos de Gusmão e Diego de Acebes na localidade francesa de Prouilhe, entre as povoações de Fanjeaux e Montréal, dentro do departamento do Aude (região de Languedoque-Rossilhão). É considerado como o berço dos frades dominicanos e local da aparição de Nossa Senhora do Rosário.

## História
Durante as predicações que precederam à Cruzada albigense, Domingos de Gusmão decidiu estabelecer-se em 1206 perto de Fanjeaux, construindo para isso um mosteiro. Este tornaria-se o centro do contra-ataque espiritual e político cristão contra o catarismo que foram as missões no Languedoque, chegando a servir também de refúgio para mulheres cátaras reconvertidas.
O edifício original foi destruído durante a Revolução Francesa, sendo o atual uma reconstrução de 1879 em estilo romano-bizantino.